# Parafia Świętych Apostołów Piotra i Pawła w Handzlówce
Parafia Świętych Apostołów Piotra i Pawła w Handzlówce – parafia rzymskokatolicka, znajdująca się w archidiecezji przemyskiej, w dekanacie Łańcut II. 

## Historia
Handzlówka była lokowana przez Ottona z Pilczy w 1381 roku jako Langynaw i zasiedlona przez osadników niemieckich. Parafia powstała przed 1391 rokiem, a pierwszy kościół drewniany w 1624 roku spalili Tatarzy. Następny drewniany kościół w 1755 roku poświęcił bp Wacław Hieronim Sierakowski pw. św. Andrzeja Apostoła.
W latach 1903–1908 zbudowano obecny kościół według projektu arch. Franciszka Stążkiewicza. W 1910 roku kościół został konsekrowany pw. Świętych Apostołów Piotra i Pawła. W 1935 roku artysta Stanisław Szmuc wykonał polichromię.
Kościół jest murowany z cegły, w stylu neogotyckim, orientowany i częściowo otynkowany. Bryła kościoła jest trójnawowa, konstrukcji halowej, z trójbocznie zamkniętym prezbiterium. Ołtarz główny, neogotycki został wykonany w 1947 roku przez rzeźbiarza z Handzlówki Andrzeja Magrysia. Oraz ołtarze boczne pochodzą z początku XVIII wieku (przeniesione ze starego kościoła).
Na terenie parafii jest 1 500 wiernych.
Proboszczowie parafii:.
1775–1779. ks. Jacek Roch Koperski
1780–1792.ks. Walenty Albinowski.
1792–1796. ks. Erazm Niecałkiewicz.
1797. ks. Jakub Wojnarski.
1797–1821. ks. Alfons Janowicz.
1821–1835. ks. Antoni Gilewski.
1835–1838. ks. Dionizy Wojnarowicz
1838–1844. ks. Teodor Rhein.
1845–1855. ks. Ignacy Popkiewicz.
1855–1866. ks. Aleksander Maciagowski.
1866–1889. ks. Wiktor Rondewald.
1889–1906. ks. Władysław Józef Krakowski.
1907–1927. ks. Wojciech Krzyżak.
1927–1939. ks. Stanisław Banaś.
1939–1976. ks. Ludwik Pustelak.
1976–1984. Władysław Stanek.
1984–1989. ks. Bronisław Wawrzkiewicz.
1989–1996. ks. Czesław Wojnar.
1996–2007. ks. Stanisław Turoń.
2008– nadal ks. Jan Bocek.